# نامكو كلاسيك كولكشن فوليوم 1
نامكو كلاسيك كولكشن فوليوم.1 (بالإنجليزية: Namco Classic Collection Volume 1)‏ ، هي لعبة فيديو إلكترونية من نوع آركيد وتجميع ألعاب القديمة، أنتجها شركة نامكو اليابانية سنة 1995م.

## الألعاب في الحزمة
- غالاغا (1981)
- إكسفيوس (1982)
- مابي (1983)

## وصلات خارجية
- نامكو كلاسيك كولكشن فوليوم 1 على موقع القائمة القاتلة لألعاب الفيديو
- نامكو كلاسيك كولكشن فوليوم 1 at the Arcade History database